# Pietà aux anges

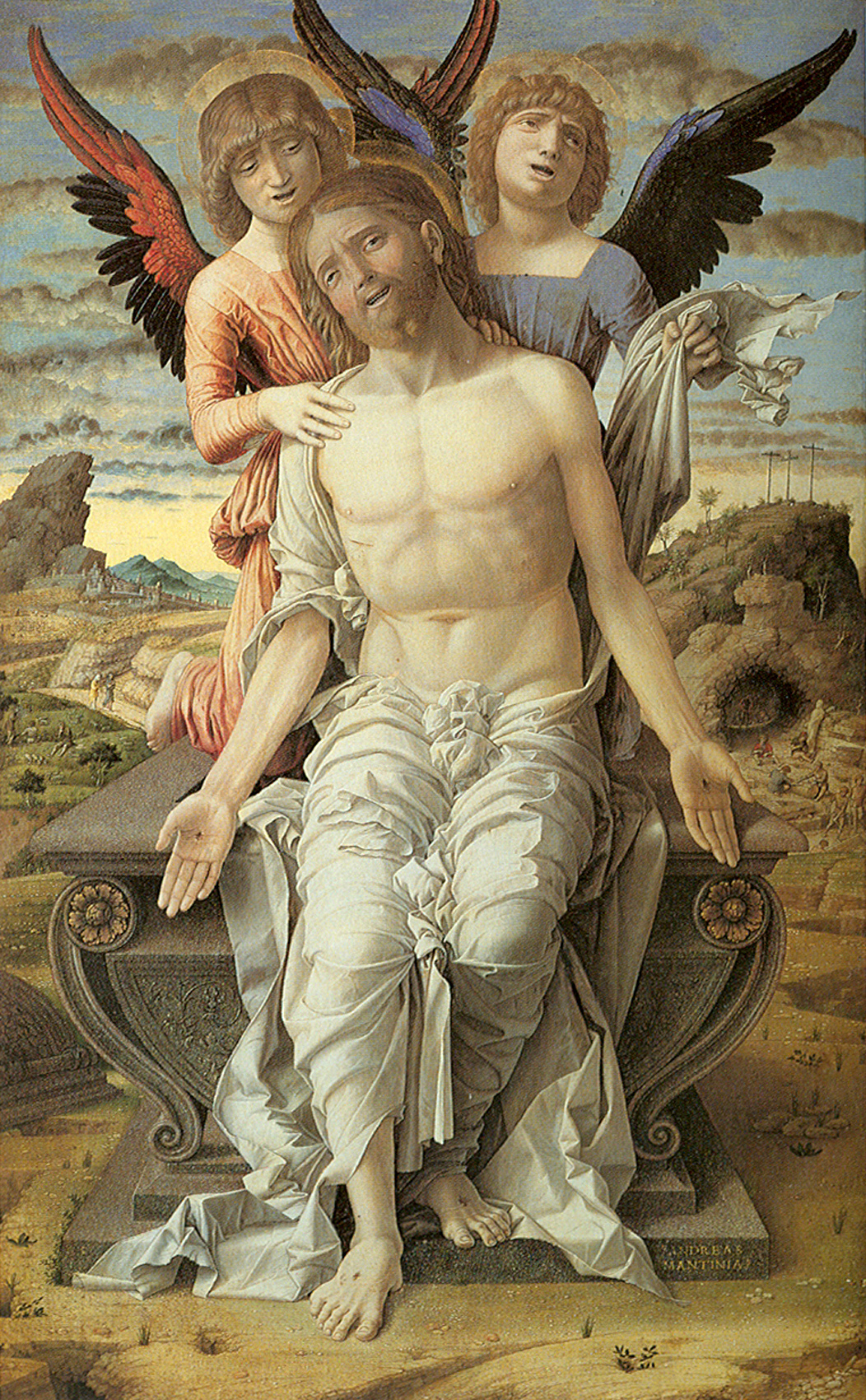
Andrea Mantegna, Le Christ mort soutenu par deux anges (1489), peinture sur bois, Copenhague, Statens Museum for Kunst.

La Pietà aux anges est un thème de l'iconographie de la peinture chrétienne.
Jésus est représenté assis sur le bord de son tombeau ouvert, il montre ses plaies, il est soutenu par un ou plusieurs anges. Aucun personnage réel n’est proche, ni Marie, Marie Madeleine ou les Saintes Femmes.
Ce motif était  particulièrement répandu en France et en Italie au XIIIe siècle. L'iconographie française préfère un seul ange sur le côté ; en Italie, plusieurs anges entourent le Christ représenté au centre.
Ce thème (Christ mort soutenu par des anges), qui ne figure pas dans les Évangiles, apparaît notamment chez le peintre et sculpteur Donatello ; il a été ensuite repris par de nombreux autres artistes, notamment les peintres Andrea Mantegna, Antonello de Messine et Giovanni Bellini.

## Peintres du thème
- Donatello
- Andrea Mantegna
- Giovanni Bellini
- Antonello de Messine
- Andrea del Castagno
- Marco Palmezzano
- Carlo Crivelli
- Alonso Cano

## Galerie

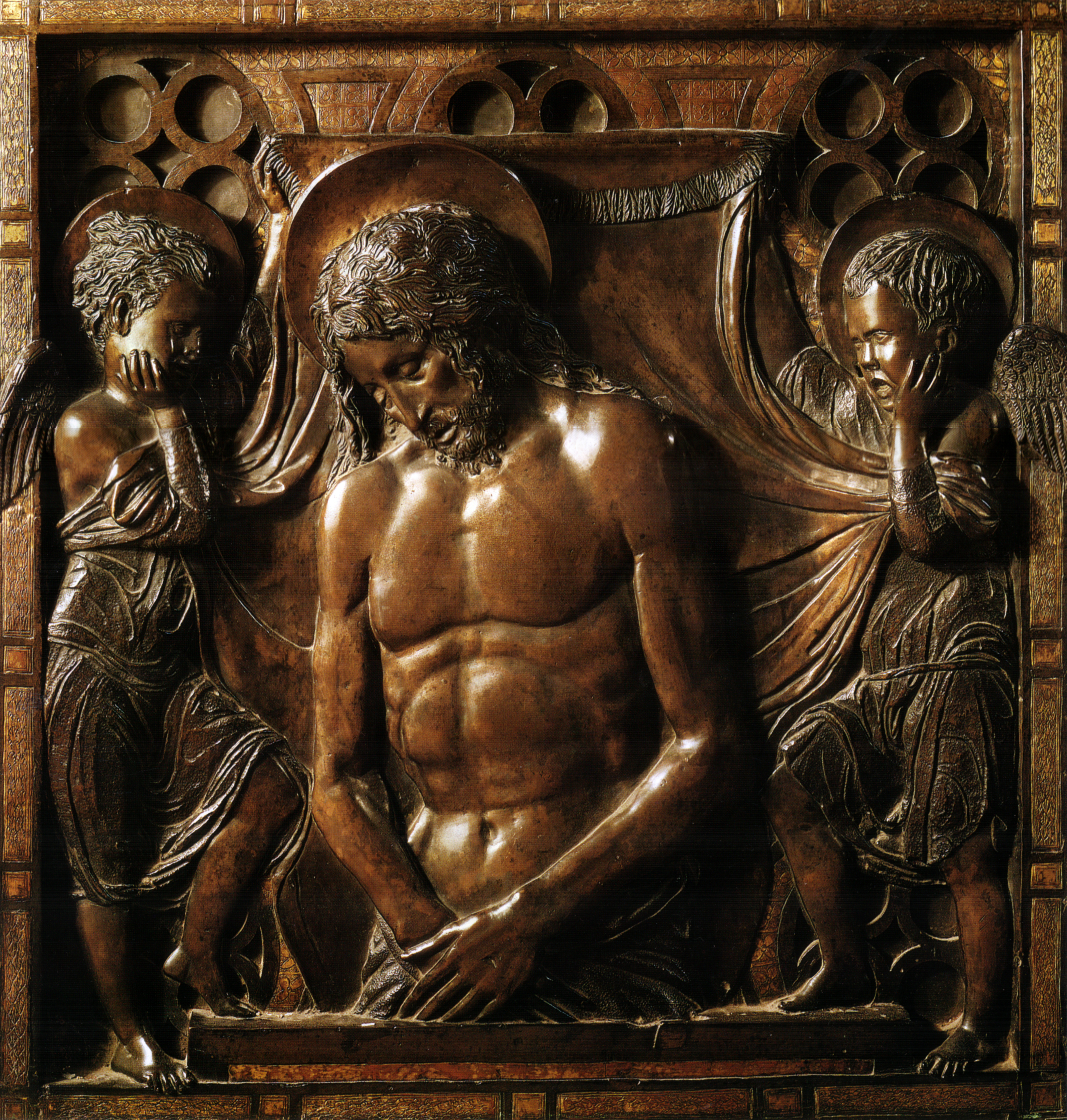
Donatello, Christ mort (it), v. 1446-1453, bronze, 58 × 56 cm, basilique Saint-Antoine, Padoue.
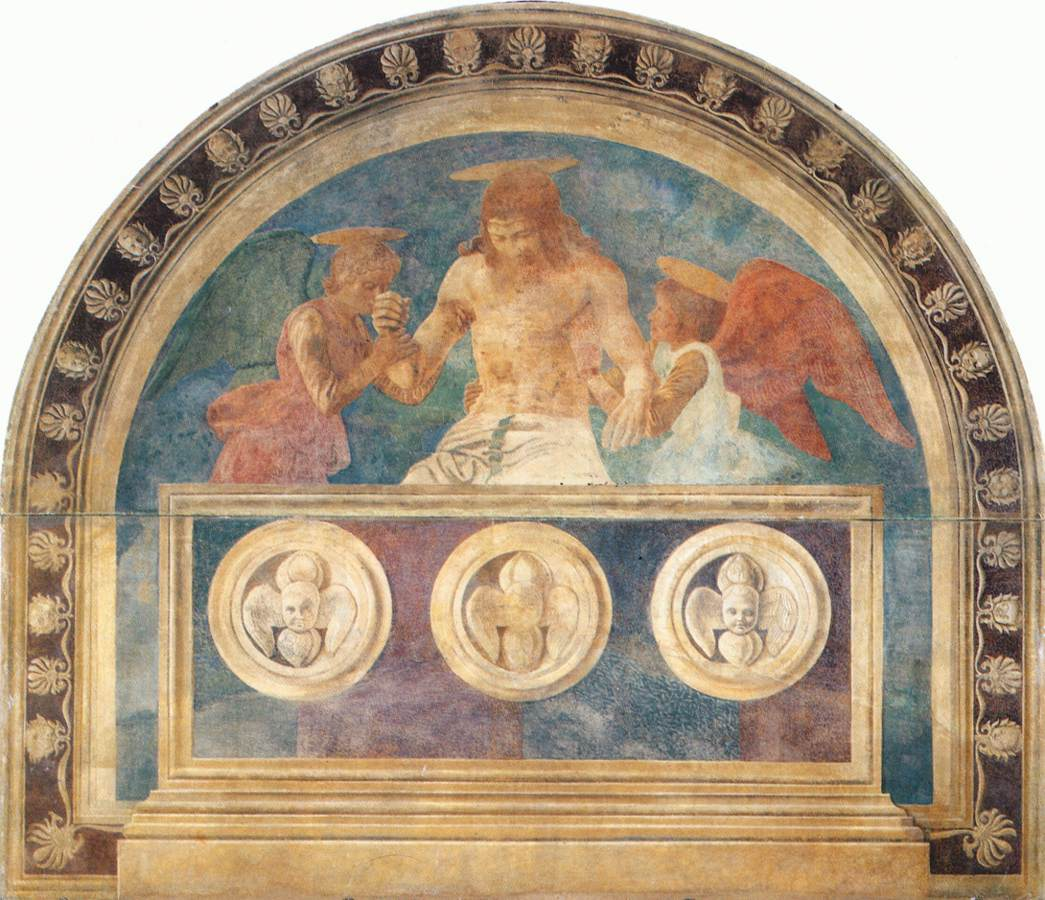
Andrea del Castagno, Christ au sépulcre avec deux anges, 1447, fresque à Florence.
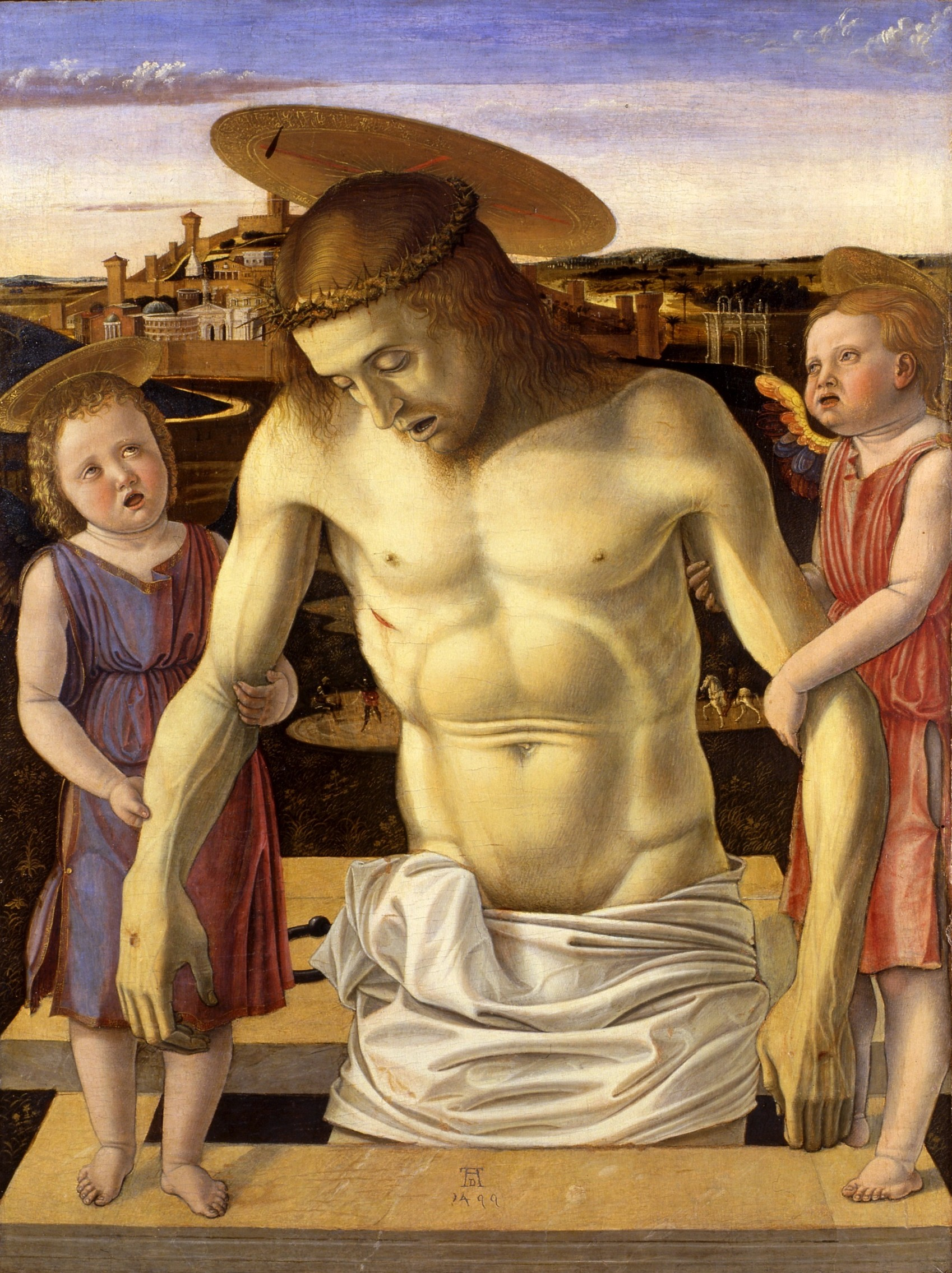
Giovanni Bellini, Christ mort soutenu par deux anges, v. 1460, 74 × 50 cm, Venise, musée Correr.
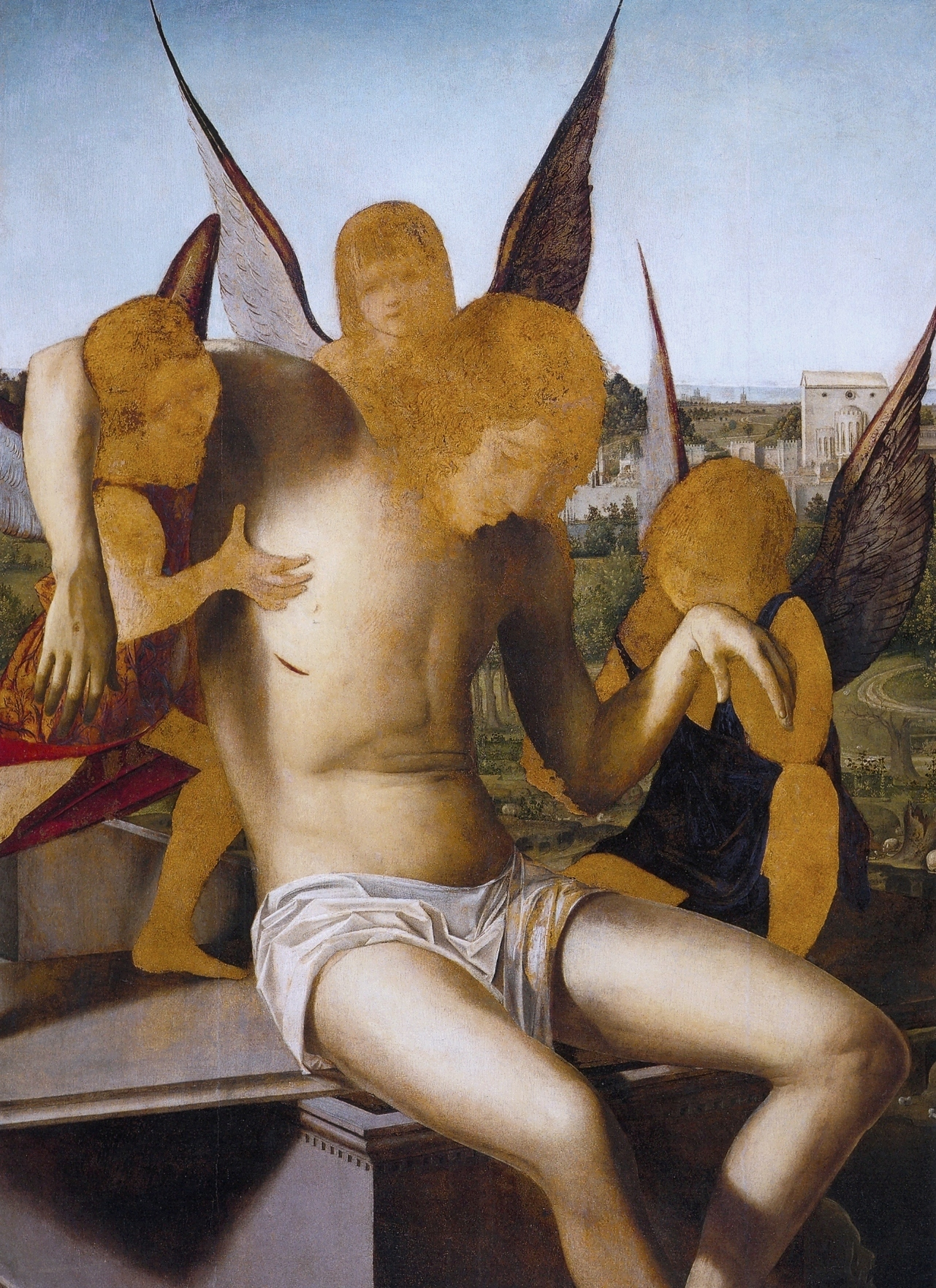
Antonello de Messine, Christ mort soutenu par trois anges, 1475, huile sur bois, 117 × 85 cm, Venise, musée Correr.
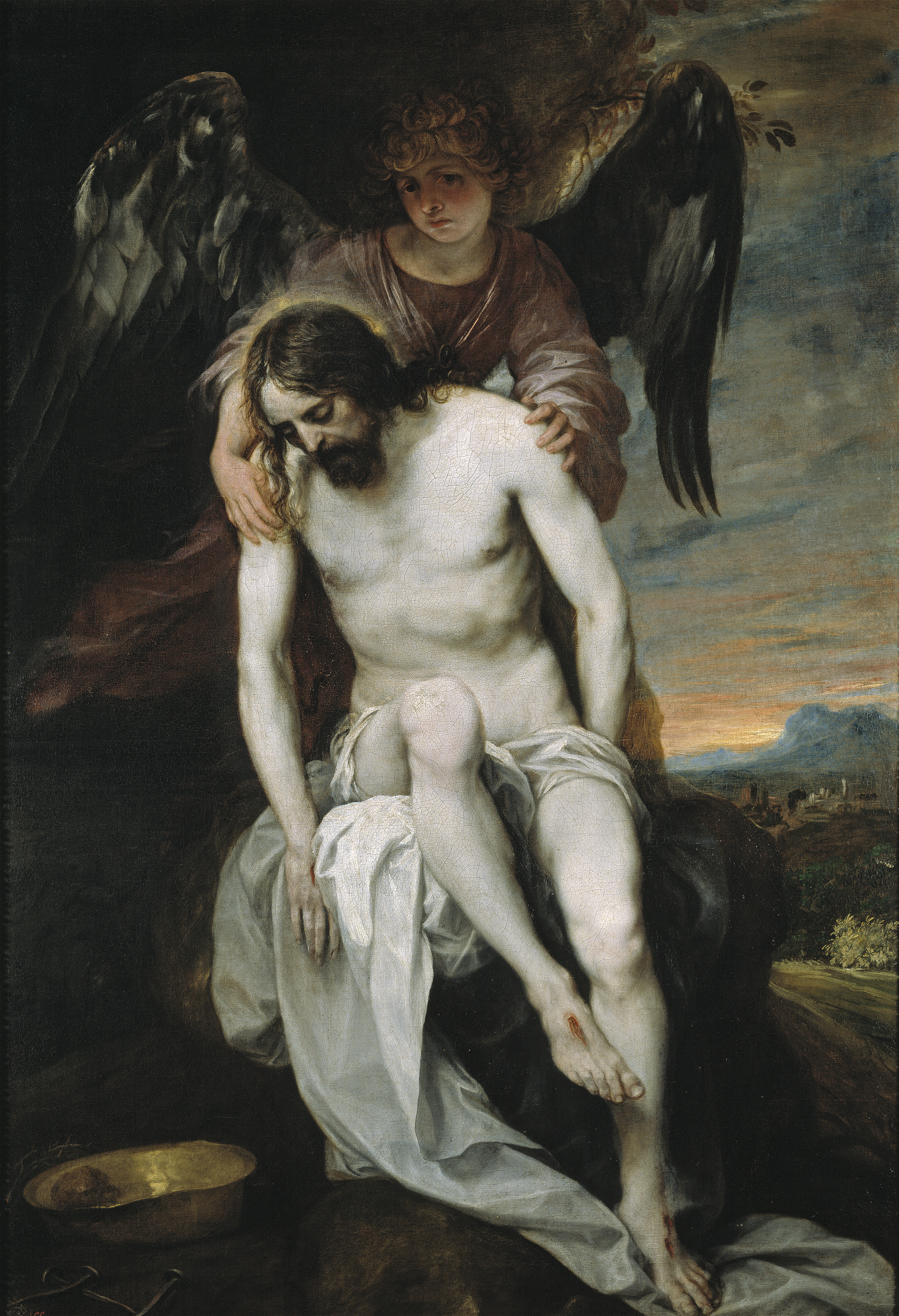
Alonso Cano, Le Christ mort porté par un ange, v. 1649, huile sur toile, 178 × 120 cm, Madrid, musée du Prado.